# Patrick Elie
Patrick Elie (* 1. Januar 1950) ist ein haitianischer Biochemiker und Politiker.
Nach dem Studium und der Promotion in Kanada war er 1980 bis 1991 Professor für Biochemie an der medizinischen Fakultät der Universität von Port-au-Prince. 1991–94 leitete Elie die haitianische Behörde zur Bekämpfung des Drogenschmuggels und war 1994/95 Staatssekretär im Verteidigungsministerium seiner Heimat. Unter Präsident René Préval saß er dem Präsidialausschuss für nationale Sicherheit vor. 1996 wurde er in den Vereinigten Staaten wegen des Vorwurfs verhaftet, dass er ein Attentat auf die an der haitianischen Botschaft in Washington arbeitende Schwester Raymonde Preval-Belot des damaligen Präsidenten Préval vorbereite. Der Fall wurde nach einer Entscheidung der zuständigen Revisionskammer des US-Bundesgerichtes, die Beweise aufgrund der fruit-of-the-poisonous-tree-Doktrin nicht zuzulassen, niedergeschlagen.